# Адміністративний устрій Херсонської області
Адміністративний поділ Херсонської області: 5 адміністративних районів, 9 міст, 31 селище міського типу, 578 сільських населених пунктів. Найбільші міста: Херсон, Нова Каховка, Каховка. Адміністративний центр — місто Херсон.
Херсонська область була утворена 30 березня 1944 року. Її площа становить 28,4 тис. км². Чисельність населення — 1 млн. 077 тис. осіб. Щільність населення — 41.1 чол. на км².

## Історія
Область утворено 30 березня 1944 р. Указом Президії Верховної Ради СРСР „Про утворення Херсонської області в складі Української РСР“ , яким було затверджено Указ Президії Верховної Ради УРСР від 29.03.1944 «Про утворення Херсонської області»: із Запорізької обл. передані Великолепетиський, Генічеський, Іванівський, Нижньосірогозький, Новотроїцький та Сиваський район: з Миколаївської — Білозерський, Бериславський, Великоолександрівський, Голопристанський, Горностаївський, Каланчацький, Калініндорфський, Каховський, Нововоронцовський, Скадовський, Херсонський, Цюрупинський та Чаплинський райони.
20 березня 1946 року утворені Високопільський, Верхнє-Рогачицький та Ново-Маячківський райони (Нова Маячка).
04 червня 1958 року ліквідовані Калінінський та Новомаячківський р-ни.
У 1962 році після укрупнення сільських районів залишилось 10 районів. Таким чином скасовувались 10 районів: Верхньорогачицький, Високопільський, Горностаївський, Іванівський, Каланчацький, Нововоронцовський, Новотроїцький, Сиваський, Херсонський та Цюрупинський.
У 1965 році деякі з них були відновлені до 15.
У грудні 1966 року відновилось ще 3 райони: Верхньорогачинський, Високопільський та Каланчацький.
15 квітня та 7 вересня 1946 р. була перейменована значна кількість сіл, сільрад і т. ін.
20 листопада 1965 р. була перейменована значна кількість населених пунктів.
В 2020 році в результаті адміністративної реформи область поділена на п'ять районів.

## Таблиці адміністративних одиниць (до 2020)
Херсонська область до 2020 року складалась з 18 адміністративних районів, 9 міст, у тому числі 3 — обласного підпорядкування, 31 селище міського типу, 578 сільських населених пунктів. 

### Райони
| №  | Назва                  | Герб | Населення, тис. жит. | Територія, км² | Густота, чол./км² | Адміністративний центр | Карта |
| -- | ---------------------- | ---- | -------------------- | -------------- | ----------------- | ---------------------- | ----- |
| 1  | Бериславський          |      | 49                   | 1 721          | 28.5              | Берислав               |       |
| 2  | Білозерський           |      | 67,1                 | 1 700          | 39.5              | Білозерка              |       |
| 3  | Великолепетиський      |      | 17,4                 | 1 140          | 15.3              | Велика Лепетиха        |       |
| 4  | Великоолександрівський |      | 26,7                 | 1 541          | 17.3              | Велика Олександрівка   |       |
| 5  | Верхньорогачицький     |      | 12,4                 | 1 000          | 12.5              | Верхній Рогачик        |       |
| 6  | Високопільський        |      | 15,3                 | 701            | 21.9              | Високопілля            |       |
| 7  | Генічеський            |      | 61,3                 | 3 000          | 20.4              | Генічеськ              |       |
| 8  | Голопристанський       |      | 61,6                 | 3 413          | 17.9              | Гола Пристань          |       |
| 9  | Горностаївський        |      | 20,1                 | 1 018          | 19.7              | Горностаївка           |       |
| 10 | Іванівський район      |      | 14,5                 | 1 100          | 13.3              | Іванівка               |       |
| 11 | Каланчацький           |      | 22,2                 | 915            | 24.2              | Каланчак               |       |
| 12 | Каховський             |      | 36,4                 | 1 450          | 25                | Каховка                |       |
| 13 | Нижньосірогозький      |      | 16,5                 | 1 210          | 13.7              | Нижні Сірогози         |       |
| 14 | Нововоронцовський      |      | 22                   | 1 000          | 22                | Нововоронцовка         |       |
| 15 | Новотроїцький          |      | 37                   | 2 298          | 16.1              | Новотроїцьке           |       |
| 16 | Скадовський            |      | 48,6                 | 1 456          | 33.4              | Скадовськ              |       |
| 17 | Олешківський           |      | 72,4                 | 1 800          | 40.2              | Олешки                 |       |
| 18 | Чаплинський            |      | 36                   | 1 700          | 21.1              | Чаплинка               |       |

### Міста обласного значення
| № | Назва        | Герб | Населення | Площа, км² | Адмін. центр | Мапа | Склад |
| - | ------------ | ---- | --------- | ---------- | ------------ | ---- | ----- |
| 1 | Каховка      |      | 37 452    |            |              |      |       |
| 2 | Нова Каховка |      | 48 298    | 22.7       |              |      |       |
| 3 | Херсон       |      | 300 666   | 145        |              |      |       |

### Міста районного значення
| № | Назва         | Герб | Населення | Площа, км² | Адмін. центр | Мапа | Склад |
| - | ------------- | ---- | --------- | ---------- | ------------ | ---- | ----- |
| 1 | Берислав      |      | 13,4      | 9          |              |      |       |
| 2 | Генічеськ     |      | 20 487    | 6,0383     |              |      |       |
| 3 | Гола Пристань |      | 15 001    | 9          |              |      |       |
| 4 | Скадовськ     |      | 22 287    | 14,3       |              |      |       |
| 5 | Таврійськ     |      | 11 051    | 14,9       |              |      |       |
| 6 | Олешки        |      | 25 217    | 60,5       |              |      |       |